# Arie Lerner

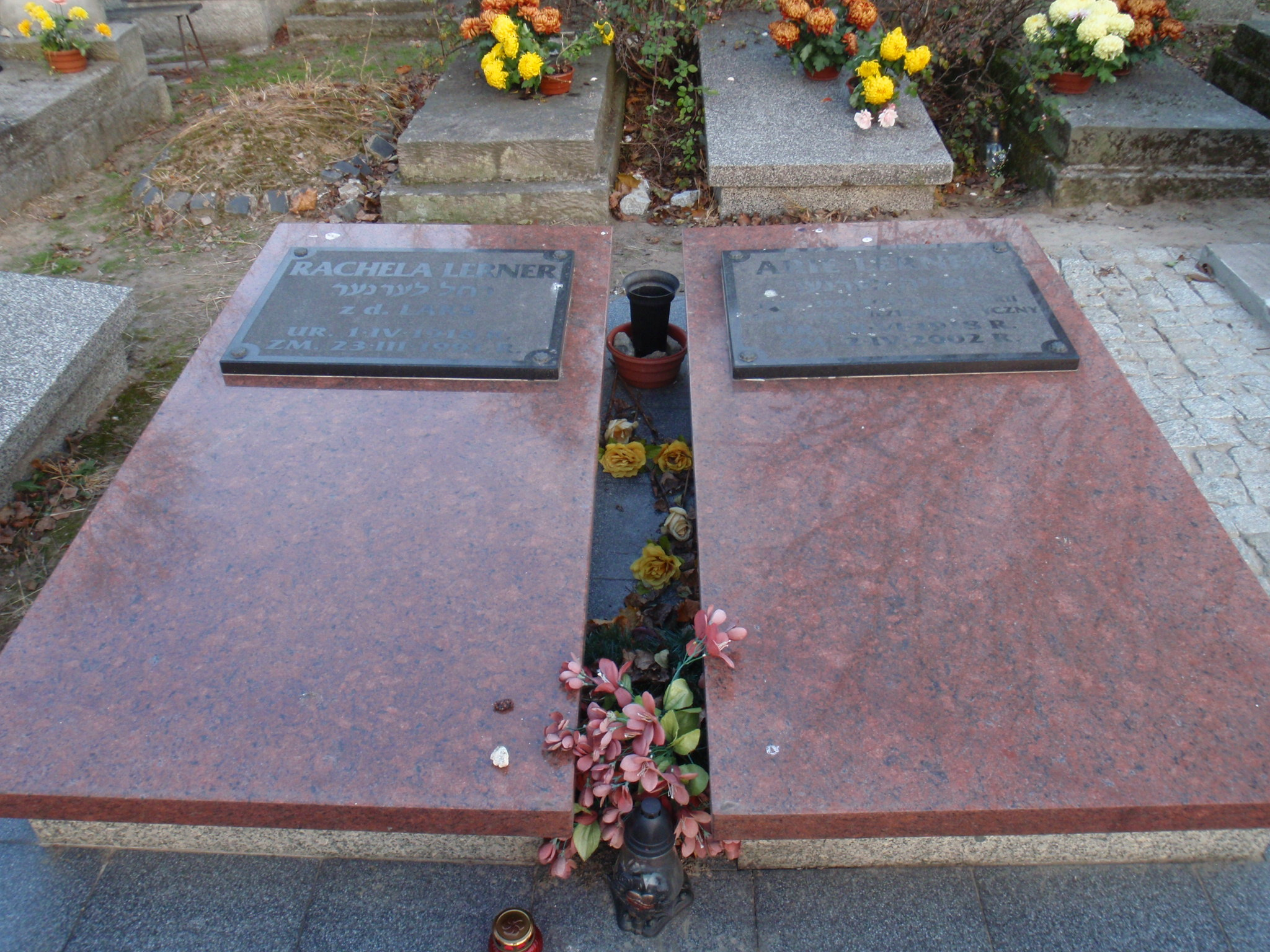
Grób Racheli i Arie Lernerów na cmentarzu żydowskim w Warszawie

Arie Lejb Lerner (hebr. אריה לערנער; ur. 18 czerwca 1918, zm. 2 kwietnia 2002 w Warszawie) – polski działacz społeczności żydowskiej, orędownik zbliżenia polsko-żydowskiego.

## Życiorys
Po wybuchu II wojny światowej uciekł w głąb Związku Radzieckiego, gdzie na Syberii przeżył całą wojnę. W 1946 jako repatriant wrócił do Polski. Na przełomie lat 40. i 50. był zastępcą konsula w poselstwie izraelskim w Warszawie. Pod koniec 1952 został aresztowany przez Urząd Bezpieczeństwa pod zarzutem szpiegostwa na rzecz Izraela, Stanów Zjednoczonych i Francji. W pierwszej instancji wytoczony przeciwko niemu proces zakończył się wyrokiem skazującym na 10 lat pozbawienia wolności. Po apelacji i ponownym rozpatrzeniu sprawy – już po śmierci Józefa Stalina – prokurator odstąpił od oskarżenia. Łącznie spędził dwa lata w więzieniu na Mokotowie. Po wyjściu z więzienia wyemigrował do Izraela, skąd powrócił do Polski po 1989. Przez pewien czas pracował w ambasadzie izraelskiej, był także nauczycielem języka hebrajskiego. Ostatnie lata życia spędził na emeryturze.
Był Honorowym Członkiem Polskiej Rady Chrześcijan i Żydów oraz jedynym polskim członkiem międzynarodowego stowarzyszenia Więźniów Syjonu. W 2000 Grzegorz Linkowski nakręcił film o losach Lernera pt. Polski Więzień Syjonu.
Jego pierwszą żoną była Rachela z domu Laks (1918–1991). W więzieniu na Rakowieckiej siedział w jednej celi z księdzem Władysławem Stefańskim, z którym wbrew oczekiwaniom władz, zaprzyjaźnił się. W Izraelu więzienny przyjaciel odnalazł go, Lerner myślał, że Stefański nie żyje, więc uznał to za cud. Gdy po śmierci żony Racheli wrócił do Polski, poznał siostrę zaprzyjaźnionego księdza, w której zakochał się i z którą wkrótce się ożenił. Kazimiera Lerner z domu Stefańska opiekowała się swym ukochanym mężem aż do jego śmierci. Sama zmarła w swoim mieszkaniu w Warszawie w 2009 roku. Ksiądz Władysław Stefański zmarł w 1995 roku.
Arie Lerner został pochowany 4 kwietnia 2002 roku na cmentarzu żydowskim przy ulicy Okopowej w Warszawie (kwatera 2).